# Donato Castellaneta
Donato Castellaneta, noto anche con lo pseudonimo di Pupetto (Rionero in Vulture, 3 settembre 1931 – Roma, 30 novembre 2014), è stato un attore italiano.

## Filmografia

### Cinema
- Ricordati di Napoli, regia di Pino Mercanti (1958)
- La dolce vita, regia di Federico Fellini (1960)
- I briganti italiani, regia di Mario Camerini (1961)
- Mariti a congresso, regia di Luigi Filippo D'Amico (1961)
- La mandragola, regia di Alberto Lattuada (1965)
- Michele Strogoff, corriere dello zar, regia di Eriprando Visconti (1970)
- La classe operaia va in paradiso, regia di Elio Petri (1971)
- W Django!, regia di Edoardo Mulargia (1971)
- Ancora una volta prima di lasciarci, regia di Giuliano Biagetti (1973)
- Cognome e nome: Lacombe Lucien (Lacombe Lucien), regia di Louis Malle (1974)
- Nudo di donna, regia di Nino Manfredi (1981)
- Da do da, regia di Nico Cirasola (1994)
- Viaggio clandestino - Vite di santi e di peccatori, regia di Raúl Ruiz (1994)
- Pinocchio, regia di Roberto Benigni (2002)
- La tigre e la neve, regia di Roberto Benigni (2005)

### Televisione
- La bisbetica domata, regia di Franco Enriquez - film TV (1963)
- La vedova scaltra, regia di Franco Enriquez - film TV (1968)
- Qualcuno bussa alla porta, regia di Paolo Nuzzi, Mauro Severino, Edmo Fenoglio, Mario Ferrero, Carlo Quartucci - miniserie TV, puntata 2 (1970)
- Tre donne - L'automobile regia di Alfredo Giannetti - film TV (1971)
- La vita di Leonardo da Vinci, regia di Renato Castellani - miniserie TV, puntata 2 (1971)
- I racconti dei pupi, regia di Paolo Gazzara - miniserie TV, 1 puntata (1972)
- Alle origini della mafia, regia di Enzo Muzii - film TV (1976)
- Il balordo, regia di Pino Passalacqua - miniserie TV, puntata 2 (1978)
- Marco Polo, regia di Giuliano Montaldo - miniserie TV, puntata 2 (1982)
- Caffè nero, regia di Lorenzo Salveti - film TV (1985)

## Teatro
- King Lear n. 1, Teatro Raffaello Sanzio, Urbino (1996)